# Transmeta
A Transmeta é uma empresa estadunidense de microprocessadores baseados no VLIW code morphing. Até hoje, produziu dois tipos deles: o Crusoe e o Efficeon. Apesar de serem microprocessadores voltados para o uso em notebooks, devido ao seu baixo consumo, há também versões para desktops.